# TAG Heuer

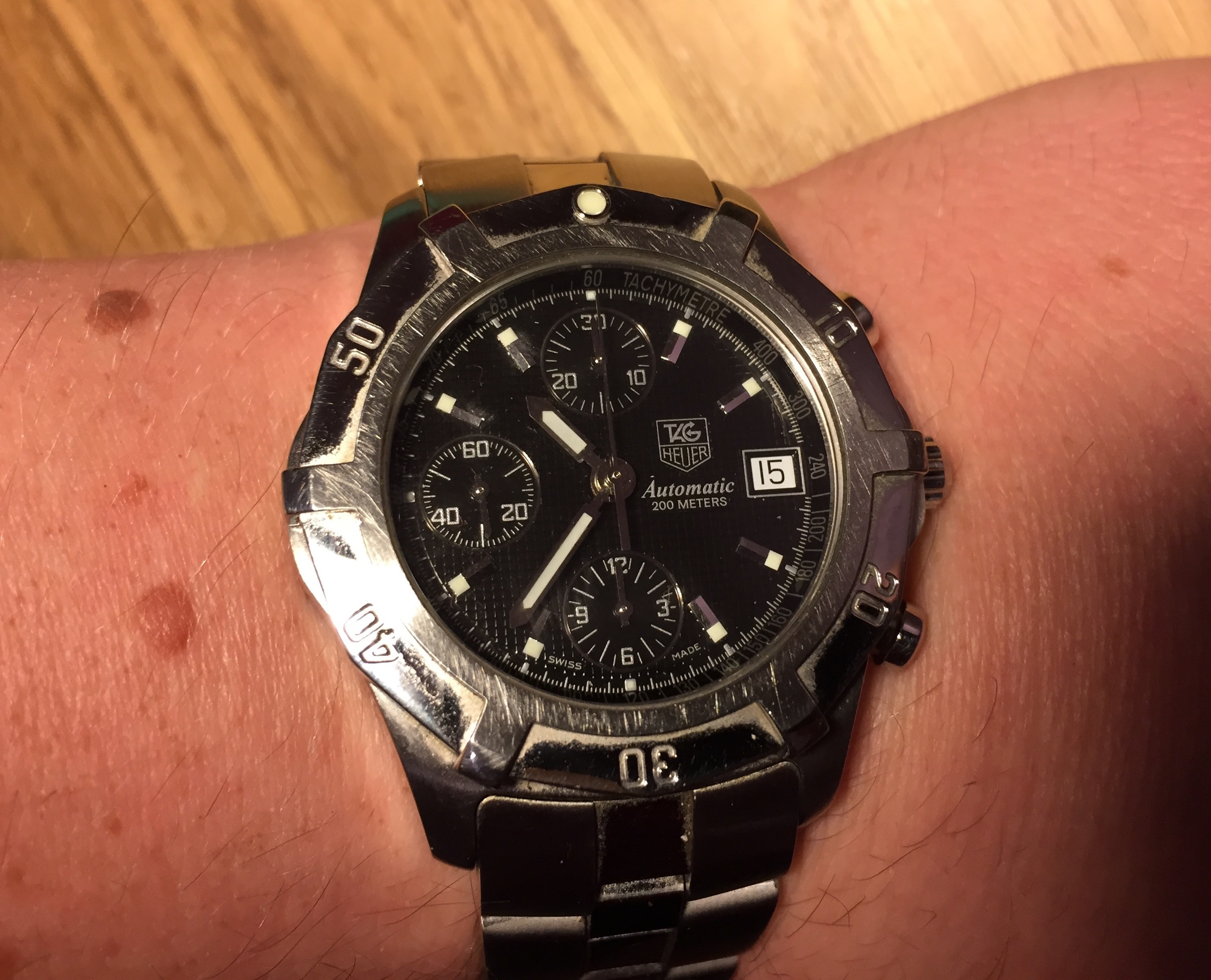
Tag Heuer modell 2000 Exclusive Chronographe CN2111.BA0361 från 2005.

TAG Heuer är ett schweiziskt företag som konstruerar, tillverkar och säljer exklusiva armbandsur och accessoarer. TAG Heuer har 1600 anställda varav 60% arbetar internationellt i 120 länder. TAG Heuer har mer än 170 butiker och 150 kundtjänstcenter.
TAG Heuer står bakom flera tekniska innovationer inom tidtagning och vattentäta klockor. Märket är starkt förknippat med idrott och har varit officiell tidtagare för olympiska spelen, världscupen i alpin skidåkning och Formel 1.

## Historia
Heuer Watch Company grundades 1860 av den då 20-åriga Edouard Heuer i Saint-Imier i Schweiz. 1882 patenterade Heuer Watch Company sin första kronograf och  1887 patenterade företaget den oscillerande pinjongen som gav en stor förbättring för mekaniska kronografer och än i dag används av flera ledande schweiziska armbandsurstillverkare. 1895 patenterades även en av världens första vattentäta boett. 1916 uppfann Heuer Watch Company världens första sportstoppur med en noggrannhet på 1/100 sekund, vilket var betydelsefullt för både  tidtagningen av olympiska spelen och forskning.
1969 lanserades modellen Monaco som var världens första vattentäta kvadratiska armbandsur. År 1985 gick företaget in i "TAG"-gruppen och företagets logotyp och namn ändrades till TAG Heuer.